# Trifolium dichotomum
Trifolium dichotomum es una especie herbácea perteneciente a la familia de las fabáceas originaria de California, donde está clasificada en peligro de extinción.

## Distribución y hábitat
Es una hierba anual que subsiste en pastizales en zonas de la Bahía de San Francisco y el norte de la costa de California. 

## Descripción
Esta planta silvestre tiene un hábito de crecimiento erecto y se encuentra típicamente en suelos pesados en elevaciones de menos de 100 metros. La cabeza de la flor es un tanto esférica con un diámetro de unos 2,5 centímetros. Los pétalos son de color púrpura con las puntas blancas.

## Historia y conservación
Edward Lee Greene recogió la primera muestra de esta planta en 1890 en Vacaville, California, Condado de Solano. El rango histórico de Trifolium amoenum era desde el extremo occidental del Valle de Sacramento en el Condado de Solano al oeste y al norte de Marin y Sonoma, donde muchos sitios se presume han sido extirpadas por el desarrollo urbano y agrícola.
A partir de una mayor expansión de la población humana, Trifolium amoenum se había convertido en una especie rara de mediados de la década de 1900. A través de los últimos años de 1900 el número de poblaciones distintas se redujo a alrededor de unas 20, por la presión de una población humana en expansión y el desarrollo urbano.

### Redescubrimiento
Por 1993 Trifolium amoenum se creía extinta, hasta que una población en Vacaville, California, fue redescubierta por Peter Connors en forma de una sola planta en un sitio en el oeste del Condado de Sonoma. Las semillas de este único organismo vegetal se utilizaron para hacer crecer más especímenes.
La ubicación del condado de Sonoma se ha desarrollado y las plantas restantes no han sido extinguidas. En la actualidad sólo existe una única población existente, posteriormente descubierto en 1996 en el norte del condado de Marin, con aproximadamente unas 200 plantas.
Trifolium amoenum se incluyó en una lista federal de especies en peligro de extinción en 1997. La investigación reciente sobre la conservación de Trifolium amoenum ha sido llevada a cabo por el Laboratorio Marino de Bodega. 

## Taxonomía
Trifolium dichotomum fue descrita por Hook. & Arn. y publicado en The Botany of Captain Beechey's Voyage 330. 1841[1838].
Etimología
Trifolium: nombre genérico derivado del latín que significa "con tres hojas".
dichotomum: epíteto latino que significa "dividido a pares".
Sinonimia
- Trifolium albopurpureum var. dichotomum (Hook. & Arn.) Isely
- Trifolium amoenum Greene
- Trifolium californicum Jeps.
- Trifolium californicum f. turbinatum (Jeps.) Jepson ex McDermott
- Trifolium dichotomum f. petrophilum (Greene ex A. Heller) McDermott
- Trifolium dichotomum var. turbinatum Jeps.
- Trifolium macraei var. dichotomum (Hook. & Arn.) S.Watson
- Trifolium petrophilum C.F.Baker
- Trifolium petrophilum A.Heller[10][11]